# Antoni Martí Monterde
Antoni Martí Monterde (Torís, 1968) és un professor universitari i escriptor valencià, radicat a Girona. Ha estudiat les obres de Joan Fuster, Josep Pla i Stefan Zweig.

## Trajectòria
Martí prové d'una família migrant de Benicalap. Castellanoparlant de naixement, fins als vint-i-cinc anys no havia parlat mai en valencià. És a la ciutat de València, on descobreix la literatura, principalment de la mà de la poesia, amb Josep Vicenç Foix com a principal referent. El 1993 participa com a coordinador d'una significativa obra col·lectiva, Fuster entre nosaltres, (València: Conselleria de Cultura), un volum d'homenatge a l'escriptor valencià Joan Fuster. Des d'aleshores, els escrits de l'intel·lectual de Sueca són un punt de partida en literatura comparada i ha alternat aquesta tasca amb una obra creativa que transita per la poesia, la narrativa i l'assaig.
Després d'un quadern de poemes inicial, Sobre el desordre (1992), guanya el Premi Guerau de Liost del 1994 amb Els Vianants (1995).
Per aquestes dates emprèn la redacció d'un dietari que el durà per una porta lateral a L'erosió (2001). Publicat per Edicions 62, és aquest un llibre de maduresa que participa del llibre de viatges i, fins i tot, es pot llegir com una novel·la. Visió de Buenos Aires, però també visió de Barcelona des de la distància, L'erosió remou el gènere en la seva forma tradicional i obre nous camins on la diversitat s'acull a una intensa meditació sobre l'estructura de l'obra oberta que acaba essent tot dietari. Martí recorre l'Argentina de finals dels anys 1990, immediatament anterior a la crisi econòmica del 2001, aprofundint en descripcions reflexives entorn de la decadència gradual (metàfora de la qual és l'erosió patent al llarg de tot el text) sofrida per la metròpoli sud-americana al llarg de tota la segona meitat del segle XX.
En el camp de l'assaig ha publicat J. V. Foix o la solitud de l'escriptura, reelaboració de la seva tesi doctoral, publicada a Edicions 62 el 1998 i Premi Joaquim Xirau de 1997, a més de nombrosos articles i estudis a revistes i altres mitjans escrits, com ara la revista Literatures, de l'Associació d'Escriptors en Llengua Catalana, sovint al voltant de la relació entre crítica, ficció i autobiografia.
Després d'una estada de set anys a Barcelona, actualment viu a la ciutat de Girona. L'any 2002 va guanyar amb L'erosió el Premi de la Crítica dels Escriptors Valencians.
Després de fer classes de literatura comparada a la Universitat Autònoma de Barcelona durant uns anys, actualment imparteix les assignatures d'Introducció a la Literatura Comparada i Teoria del Llenguatge Literari, i fa classes doctorals a la Universitat de Barcelona.
L'any 2007 va ser finalista del XXXIV Premi Anagrama d'Assaig amb l'obra, Poética del café, on reflexiona sobre el cafè com a espai subversiu, tant literari com cultural. L'any 2019 va guanyar el Premi Josep Vicent Marqués d'assaig dins els Premis Ciutat de València amb L'home impacient (Diaris 1996-1998). L'any 2022 va preparar una antologia per a l'editorial Comanegra, Joan Fuster. Figura d’assaig, una selecció de textos que conjuga el comentari històric i polític i la seva passió central, la literatura, i més concretament l'assaig.

## Obra publicada
- Sobre el desordre (València: Mislata, 1992)
- Els vianants (Barcelona: Columna, 1995)
- J.V. Foix o la solitud de l'escriptura (Edicions 62, 1998)
- La poética del café (Barcelona: Anagrama, 2007; 2a ed., Barcelona: Hurtado & Ortega, 2021)
- Un somni europeu (València: Publicacions de la Universitat de València, 2012)
- Joan Fuster. Figura de temps.  Barcelona: UB, 2012. ISBN 978-84-475-3650-4.
- El far de Londstrup (València: Publicacions de la Universitat de València, 2015)
- París, Madrid, Nova York: Les ciutats de lluny de Josep Pla (València: Tres i quatre, 2019)[8]
- L'erosió (Barcelona: Minúscula, reedició 2019, original del 2001, Edicions 62)
- Joan Fuster: la paraula assaig (Catarroja: Afers, 2019)
- L'home impacient: diaris 1996-1998 (Picanya: Edicions del Bullent, 2020)
- Stefan Zweig i els suïcidis d'Europa (Palma: Lleonard Muntaner, 2020)[9]
- Nosaltres, els europeus. L'escriptor català i la tradició.  Lleida: Pagès Editors, 2022. ISBN 978-84-1303-348-8.[10]
- Joan Fuster. Figura d'un segle.  Barcelona: UB, 2022. ISBN 978-84-9168-853-2.[11]
- El falso cosmopolitismo.  Barcelona: Hurtado y Ortega, 2024. ISBN 978-84-127696-9-2.
- Capitals culturals. Entre pedres i literatura.  Barcelona: UB, 2024. ISBN 978-84-9168-992-8.